# バリンゴ (カウンティ)
バリンゴ（スワヒリ語: Wilaya ya Baringo）は、ケニア西部の旧リフトバレー州中央のカウンティ。
中心都市はカバーネット。
面積は1万1075.3km2で、2009年の人口は55万5561人、人口密度は50.2人/km2である。
バリンゴ湖が有る。

## 人口
- 1979年8月24日：20万3792人
- 1989年8月24日：34万7990人
- 1999年8月24日：40万3141人
- 2009年8月24日：55万5561人[1]

## 隣接カウンティ
- 北：トゥルカナ (カウンティ)
- 北東：サンブル (カウンティ)
- 東：ライキピア (カウンティ)
- 南：ナクル (カウンティ)
- 南西：ケリチョ (カウンティ)
- 西：ウアシン・ギシュ (カウンティ)
- 西：エルゲーヨ＝マラクウェト (カウンティ)
- 北西：西ポコット (カウンティ)

## 主要都市
- エルダマ峡谷（英語版）：1万7872人
- カバーネット（英語版）：1万7645人(中心都市)[2]

## 民族
- トゥゲン人（英語版）
- ポコット人（英語版）
- ンジェンプ人
- ヌビア人（英語版）(エルダマ峡谷に居住)

## 宗教
- キリスト教

## 経済
農業が中心である。

## 観光地
- ボゴリア湖
- バリンゴ湖
- カムナロック湖（英語版）[4]

## 教育
- ケニア山大学（英語版）
- エガートン大学（英語版）
- キシー大学（英語版）

## 交通
ケニア国営高速道路(KENHA)が運営するC級道路によって、カバーネットはナクルやエルドレットと結ばれている。
2016年1月から、Fly-SAX航空がバリンゴ湖空港と首都ナイロビのウィルソン空港を結んでいる。

## 著名人

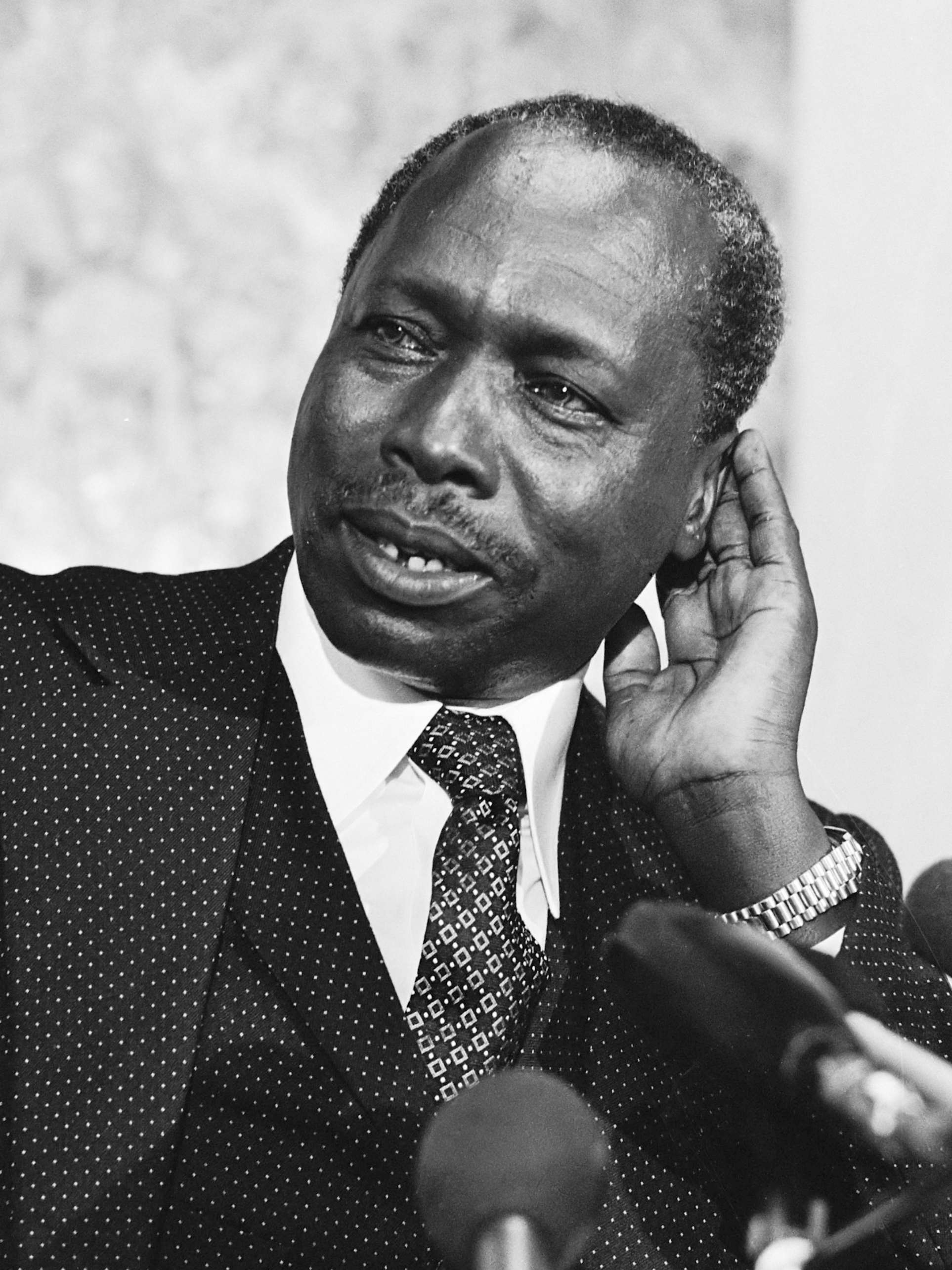
ダニエル・アラップ・モイ(1979年)

- ダニエル・アラップ・モイ(Daniel Toroitich Arap Moi)
  - 1924年9月2日～
  - ケニア第2代大統領(1978年8月22日～2002年12月30日)
  - アフリカ統一機構第20代議長(1981年～1983年)

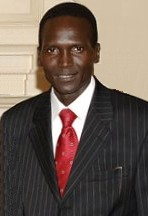
ポール・テルガト

- ポール・テルガト(Paul Kibii Tergat)
  - 1969年6月17日～
  - ケニア代表の男子長距離・マラソン選手
    - 1995年：世界陸上1995 1万m走銅メダル(スウェーデン・イェーテボリ)
    - 1996年：アトランタ五輪1996 1万m走銀メダル(アメリカ合衆国・アトランタ)
    - 1997年：世界陸上1997 1万m走銀メダル(ギリシャ・アテネ)
    - 1999年：世界陸上1999 1万m走銀メダル(スペイン・セビリア)
    - 2000年：シドニー五輪2000 1万m走銀メダル(オーストラリア・シドニー)